# Fedorivka, Volodîmîr-Volînskîi
Fedorivka (în ucraineană Федорівка) este un sat în comuna Zaricicea din raionul Volodîmîr-Volînskîi, regiunea Volînia, Ucraina.

## Demografie
Componența lingvistică a localității Fedorivka
     Ucraineană (99,12%)
     Alte limbi (0,7%)
Conform recensământului din 2001, majoritatea populației localității Fedorivka era vorbitoare de ucraineană (99,12%), existând în minoritate și vorbitori de alte limbi.